# Чутырь
Чуты́рь (удм. Чутыр) — село в Игринском районе Удмуртской Республики. Центр Чутырского сельского поселения.

## География
Село расположено на 69-м километре трассы Р321 «Ижевск—Игра—Глазов», в 21 км к юго-востоку от районного центра — посёлка Игра.

## Население
| 2010 | 2012 |
| ---- | ---- |
| 918  | ↘901 |

## Культура
Главной достопримечательностью села является Вознесенская церковь, возведённая здесь в 1829 году. Церковь была закрыта на основании Указа Президиума Верховного Совета УАССР от 20 марта 1939 года, а её здание передано под школу. С конца 90-х планомерно велась реставрация, и в настоящее время зданию возвращён первоначальный вид.